# 正太控

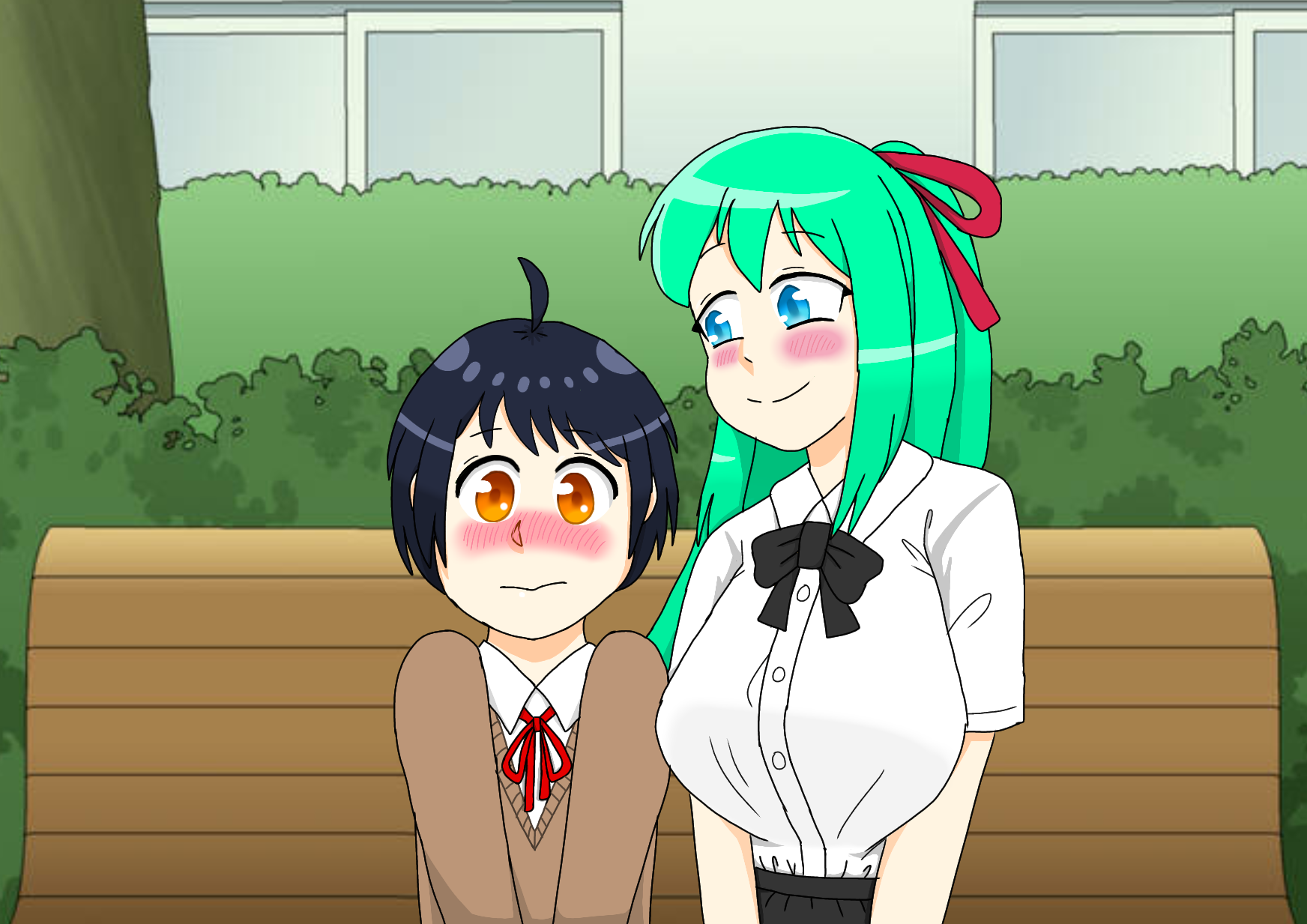
一個年長的女性角色被 shotacon 所吸引的插圖，這是 shotacon 的特徵。

正太控（ショタコン）在此指對少年抱有強烈喜愛以及產生「萌」感覺的人，亦指對6至14歲左右之未成年男孩、少年本身及以這兩者為對象之繪畫少年、漫画、動畫、小説抱有強烈喜好（萌）的人們；對象為少女則稱為蘿莉控。当初多用於成年女性有此種喜好之場合，近年成年男性之此種喜好亦在增加。有時也用作喜歡以比自己年紀小的男性為戀愛或結婚對象（姊弟戀）的女性或男性。

## 詞義來源
正太控一詞，發祥地有各種說法，以動畫雜誌《FANROAD》的報導為起源之說法最為有力，最早在1981年被提出。當時是在某本叫《ふぁんろーど》的ACG向雜誌，一般被認定的「正太特質」即是年紀小、沒有鬍子且無太多肌肉的男生，至於有喜歡這類小男生的傾向者，則可說成帶有「正太情結」（Shota Complex）。正太控也分有多種類型，有的喜歡較為男孩子氣的正太、有的喜歡眼鏡正太、有的喜歡獸人正太、有的則喜歡較為女性化的正太。不過即使是較為女性化的正太，一般仍和偽娘有著明顯的區別。另外亦有正太控喜歡帶有點肌肉的正太。
按照作為對象的少年之年齡及目標作品為動畫還是真人影像等等，此嗜好的指涉其實有著幾種不同程度的細分。一般而言，未成年是最基本的分界。雖然已成年，長相卻像是未成年的男孩因此成為受喜愛的對象，那這種情感也可能被說是正太控。因為其情感的起點還是基於對於未成年男童等形象的喜好。

## 區別
女性向和男性向的正太控區別如下：
- 年齡：（女性）年齡較高，到中學生範圍；（男性）年齡較低，多為小學生。
- 畫風：（女性）少女、淑女耽美向漫畫畫風；（男性）什麼畫風都會出現，包括近年的美少女畫風，甚至少年漫畫風格。
- 題材：（女性）偏向感性愛情，有喜劇則偏向輕鬆幽默性质的；（男性）偏向喜劇，且通常為惡搞性質的喜劇。

## 漫畫代表作品
- 2000年：CJ Michalski《As You Wish》
- 2001年：Dr. 天《我的獨裁者》（ボクの独裁者）
- 2002年：高河弓《Loveless》
- 2007年：星逢ひろ《失戀國度》
- 2008年：乙橘《少年女僕》

## 動畫代表作品
- 2005年：和爸爸KISS IN THE DARK（パパとKISS IN THE DARK）
- 2005年：Loveless（12集）
- 2006年：Pico系列（ぼくのぴこ）

## 代表雜誌

### 刊行中
- 2003年：
- 2003年：
- 2003年：《少年愛的美學》

### 停刊中
- 1996-99年：《Romeo》（ロミオ）1-21期
- 1997-99年：《Pet Boys》1-10期
- 1998-99年：《X Kids》1-9期
- 1999-2002年：《XX》1-21期
- 2002-05年：《D-Pri》1-20期
- 2003-05年：《Love X》1-10期